# Meteorit Abee
El meteorit Abee és un meteorit de tipus condrita de 107 kg. que va caure a Abee, a la província d'Alberta, al Canadà. Va caure a les 11:05 del matí, hora local, del dia 9 de juny de 1952, sent recuperada d'un profund cràter de gairebé dos metres.

## Classificació
El meteorit és de tipus condrita enstatita, és a dir una condrita que majoritàriament té proporcions sub-solars Mg/Si i refractàries/Si, composicions d'isòtops d'oxigen que s'aproximen a la línia de fraccionament terrestre, i ensamblatges minerals molt reduïts (que contenen poc FeO, metall que conté silici i sulfurs d'elements normalment considerats litòfils). Pertany al grup EH, que es distingeix per tenir còndrules petites (0,2 mm), abundant metall (~ 10% vol), ser ric en Si (~ 3% en peso), i per un contingut mineral extremadament reduït, incloent niningerita (MgS) i perryita (silicur de Fe-Ni). El tipus 4 designa condrites que es caracteritzen per abundants còndrules que s'han transformat, en condicions suficients, per homogeneïtzar les composicions d'olivines i recristal·litzar la matriu de gra fi. Alguns dels grans de piroxè amb baix contingut en calci ser monoclínics i exhibir macles polisintètiques.

## Mineralogia
Al meteorit s'hi han trobat 19 espècies minerals reconegudes per l'Associació Mineralògica Internacional: alabandita, clinoenstatita, cohenita, cristobalita, daubreelita, diamant, enstatita, grafit, keilita, magnetita, niningerita, oldhamita, osbornita, quars, richterita, schreibersita, taenita, tridimita i troilita, a més kamacita, martensita, olivina i minerals entre la sèrie que formen l'albita i l'anortita. A més es considera la localiat tipus de dues d'aquestes espècies: la keilita i la niningerita, dos sulfurs, ja que el meteorit és el lloc on van ser descobertes.